# M'Fassis
M'Fassis  (in arabo مفاسيس‎?) è un centro abitato e comune rurale del Marocco situato nella provincia di Khouribga, regione di Béni Mellal-Khénifra. Conta una popolazione di 5 411 abitanti (censimento 2014).